# 3. tankovskogrenadirska divizija (Wehrmacht)
Za druge 3. divizije glej 3. divizija.
3. tankovskogrenadirska divizija je bila tankovskogrenadirska divizija v sestavi redne nemške kopenske vojske med drugo svetovno vojno.

## Zgodovina
Divizija je bila ustanovljena 1. marca 1943, toda formirana je bila šele junija istega leta z reorganizacijo 386. pehotne divizije (mot) in ostankov 3. pehotne divizije (mot), ki je bila uničena v Stalingradu.
Julija je bila poslana v Italijo, kjer je sodelovala v bitkah za Salerno, za Cassino, za Bernhardovo linijo, za Anzio in sodelovala v splošnem umiku do Rima v maju in juniju 1944.
Pozno junija 1944 je bila prestavljena v Francijo, kjer se je avgusta borila blizu Pariza, nato pa je sodelovala v splošnem umiku preko Francije proti mejam Tretjega rajha.
Novembra je sodelovala v bojih okoli Aachna, nato pa še v ardenski ofenzivi in januarja 1945 v operacijah za Eifel.

## Vojna služba
| Datum          | Delovanje       | Korpus             | Armada              | Armadna skupina      | Področje        |
| junij 1943     | ustanavljanje   | /                  | /                   | Višje poveljstvo Jug | Lyon            |
| julij 1943     | bojno delovanje | XIV. korpus        | /                   | Višje poveljstvo Jug | Severna Italija |
| avgust 1943    | rezerva         | /                  | /                   | Višje povejstvo Jug  | Severna Italija |
| november 1943  | bojno delovanje | XIV. korpus        | 10. armada          | Višje poveljstvo Jug | Volturno        |
| december 1943  | rezerva         | /                  | /                   | Armadna skupina C    | Italija         |
| januar 1944    | bojno delovanje | LXXVI. korpus      | 14. armada          | Armadna skupina A    | Aprilia         |
| marec 1944     | bojno delovanje | I. padalski korpus | 14. armada          | Armadna skupina A    | Aprilia         |
| julij 1944     | bojno delovanje | XIV. korpus        | 14. armada          | Armadna skupina C    | Severna Italija |
| avgust 1944    | bojno delovanje | XXXXVII. korpus    | 1. armada           | Armadna skupina B    | Maas, Mosel     |
| september 1944 | bojno delovenje | XIII. SS-korpus    | 1. armada           | Armadna skupina B    | Metz            |
| oktober 1944   | rezerva         | /                  | 7. armada           | Armadna skupina B    | Metz            |
| november 1944  | bojno delovanje | LXXXI. korpus      | 5. tankovska armada | Armadna skupina B    | Aachen, Ardeni  |
| januar 1945    | bojno delovanje | XXXIX. korpus      | 5. tankovska armada | Armadna skupina B    | Aachen, Ardeni  |
| februar 1945   | bojno delovanje | LXXIV. korpus      | 5. tankovska armada | Armadna skupina B    | Aachen, Ardeni  |
| marec 1945     | bojno delovenje | LVIII. korpus      | 15. armada          | Armadna skupina B    | Köln, Remagen   |
| april 1945     | bojno delovenje | LXXIV. korpus      | 15. armada          | Armadna skupina B    | Sauerland, Ruhr |

## Sestava
- 103. tankovski bataljon
- 8. tankovskogrenadirski polk
- 29. tankovskogrenadirski polk
- 3. artilerijski polk (mot)
- 3. poljski nadomestni bataljon
- 103. tankovskoizvidniški bataljon
- 3. tankovskolovski bataljon
- 3. pionirski bataljon (mot)
- 3. komunikacijski bataljon
- podporne enote

## Pripadniki divizije
Divizijski poveljniki
| 1. | General tankovskih enot Fritz-Hubert Gräser |  | (1. marec 1943 – marec 1944)     |
| 2. | Generalmajor Hans Hecker                    |  | (marec 1944 – 1. junij 1944)     |
| 3. | Generalporočnik Hans-Günther von Rost       |  | (1. junij 1944 – 25. junij 1944) |
| 4. | Generalporočnik Walter Denkert              |  | (25. junij 1944 – april 1945)    |

Nosilci viteški križec železnega križca
| 1. | Karl-Arthur Apitzsch | 4. november 1943)  |
| 2. | Ernst Jetting        | 4. junij 1944)     |
| 3. | Hermann Kracht       | 25. december 1945) |
| 4. | Paul-Georg Schubert  | 2. marec 1944)     |
| 5. | Norbert Semrau       | 6. april 1944)     |
| 6. | Gerhard Walter       | 1. januar 1944)    |
| 7. | Werner Wegener       | 24. december 1944) |
| 8. | Gerhard Wehrmann     | 3. november 1944)  |